# Stupeur
 Mise en garde médicale
La stupeur est un état dans lequel la conscience se trouve modifiée en une incapacité à ressentir, penser, juger, ainsi que d'agir ou réagir de façon appropriée à la situation. Cet état est généralement causé par un traumatisme, en particulier une violence ou tout acte de pouvoir, parfois par l'usage de substance psychotrope notamment en psychiatrie. Plus généralement en médecine, il s'agit du stade le plus léger de l'altération de la vigilance, les stades plus évolués étant appelés coma.

## Étymologie
Le mot stupeur est formé à partir du latin stupere, « stupéfié ».